# Karol IV Lotaryński
Karol IV de Vaudémont (ur. 5 kwietnia 1604 w Nancy, zm. 18 września 1675 w Bernkastel) – książę Lotaryngii.

## Życiorys
Był księciem Lotaryngii od 1624 do 1634, kiedy to abdykował na korzyść młodszego brata Mikołaja. Jego brat jako Mikołaj II panował do 1661, kiedy to znowu abdykował na korzyść brata Karola, który panował w Lotaryngii w latach 1661–1675, czyli do śmierci. W 1670 księstwo okupowane było przez Francuzów. Karol IV, 11 sierpnia 1675, pobił armię francuską marszałka de Créquy w bitwie pod Konzer Brücke, po czym zdobył Trewir.
Karol IV służył w armiach cesarskich zarówno w wojnie trzydziestoletniej jak i w wojnie Francji z koalicją. Zmarł 18 września 1675. Księstwo rodzina jego odzyskała dopiero 20 lat później.
Czasami spotkać można numerację: Karol III Lotaryński.